# GEICO 500 (Maio)
| Provas NASCAR - Monster Energy Cup 2019                               |
| Temporada Regular                                                     |
| --------------------------------------------------------------------- |
| Advance Auto Parts Clash (Daytona - Corrida de Exibição)              |
| Can-Am Duels (Daytona - Duelos Classificatórios para a Daytona 500)   |
| 1. Daytona 500 (Daytona)                                              |
| 2. Folds of Honor QuikTrip 500 (Atlanta)                              |
| 3. Pennzoil 400 (Las Vegas) (Las Vegas)                               |
| 4. TicketGuardian 500 (Phoenix)                                       |
| 5. Auto Club 400 (Auto Club)                                          |
| 6. STP 500 (Martinsville)                                             |
| 7. O'Reilly Auto Parts 500 (Texas)                                    |
| 8. Food City 500 (Bristol)                                            |
| 9. Toyota Owners 400 (Richmond)                                       |
| 10. GEICO 500 (Talladega)                                             |
| 11. AAA 400 Drive for Autism (Dover)                                  |
| 12. KC Masterpiece 400 (Kansas)                                       |
| Monster Energy Open (Charlotte - Repescagem para a Corrida do Milhão) |
| Monster Energy NASCAR All-Star Race (Charlotte - Corrida do Milhão)   |
| 13. Coca-Cola 600 (Charlotte)                                         |
| 14. Pocono 400 (Pocono)                                               |
| 15. FireKeepers Casino 400 (Michigan)                                 |
| 16. Toyota/Save Mart 350 (Sonoma)                                     |
| 17. Camping World 400 (Chicagoland)                                   |
| 18. Coke Zero 400 (Daytona 2)                                         |
| 19. Quaker State 400 (Kentucky)                                       |
| 20. Foxwoods Resort Casino 301 (New Hampshire)                        |
| 21. Gander Outdoors 400 (Pocono 2)                                    |
| 22. Go Bowling at The Glen (Watkins Glen)                             |
| 23. Consumers Energy 400 (Michigan 2)                                 |
| 24. Bass Pro Shops NRA Night Race (Bristol 2)                         |
| 25. Bojangles' Southern 500 (Darlington)                              |
| 26. Brickyard 400 (Indianápolis)                                      |
| Provas dos Playoffs                                                   |
| Round of 16                                                           |
| 27. South Point 400 (Las Vegas 2)                                     |
| 28. Federated Auto Parts 400 (Richmond 2)                             |
| 29. Bank of America Roval 400 (Charlotte - Roval)                     |
| Round of 12                                                           |
| 30. Gander Outdoors 400 (Dover 2)                                     |
| 31. 1000Bulbs.com 500 (Talladega 2)                                   |
| 32. Hollywood Casino 400 (Kansas 2)                                   |
| Round of 8                                                            |
| 33. First Data 500 (Martinsville 2)                                   |
| 34. AAA Texas 500 (Texas)                                             |
| 35. Can-Am 500 (Phoenix 2)                                            |
| Championship 4                                                        |
| 36. Ford EcoBoost 400 (Homestead-Miami)                               |
| Provas inativas/extintas                                              |
| Alamo 500 (1972-73)                                                   |
| Budweiser 400 (1970-81)                                               |
| Budweiser NASCAR 400 (1979-81)                                        |
| Carolina Dodge Dealers 400(1952, 1957-2004)                           |
| Coca-Cola 500 (Motegi) (1998)                                         |
| Coors 420 (1973-84)                                                   |
| First Union 400 (1951-85)                                             |
| ISM Connect 300 (1997-2017)                                           |
| Kobalt Tools 500 (1960-2010)                                          |
| Los Angeles Times 500 (1971-72, 1974-80)                              |
| Music City USA 420 (1973-80)                                          |
| Myers Brothers 200 (1962)                                             |
| Northern 300 (1958-59, 1967-72)                                       |
| Pepsi 420 (1958-84)                                                   |
| Pepsi Max 400 (2004-2010)                                             |
| Pop Secret Microwave Popcorn 400 (1965-2003)                          |
| Subway 400 (1966-2004)                                                |
| NASCAR Thunder 100 (1996-97)                                          |
| Tyson Holly Farms 400 (1949-96)                                       |
| Winston Western 500 (1958-87)                                         |

O GEICO 500 é o atual nome da prova realizada no Talladega Superspeedway pela Monster Energy NASCAR Cup Series sempre entre o fim de abril e início de maio. Sendo realizada desde 1970, a corrida também é uma das quatro provas atualmente realizadas com placa restritoras, os outros sendo o Alabama 500 (também em Talladega), além da Coke Zero 400 e Daytona 500 (na Daytona International Speedway). Por ser uma das pistas ovais com maiores médias horárias, em 2 de maio de 1982, Benny Parsons conseguiu a pole position com médias horárias de 200,176 milhas por hora (322,152 km/h); a primeira volta com +200 MPH numa classificação da história da categoria; na classificação de 1987, Bill Elliott registra a pole position com a maior média horária da NASCAR até os dias de hoje com a velocidade de 212,809 milhas por hora (342,483 km/h) e finalmente na corrida de 1997, vencida pelo piloto Mark Martin, permanece como a corrida mais rápida da NASCAR até os dias atuais, a uma velocidade média de 188,354 milhas por hora (303,126 km/h). Esta corrida(em 1997) foi a primeira corrida em Talladega feita sem bandeiras amarelas(caution flags).
Talladega possui uma forma tri-oval com 4.280 metros de extensão (2,66 milhas). A inclinação em suas curvas são de 33°. As retas possuem 3° de inclinação.

## Vencedores
- 2018 — Joey Logano
- 2017 — Ricky Stenhouse Jr.
- 2016 — Brad Keselowski
- 2015 — Dale Earnhardt Jr.
- 2014 — Denny Hamlin
- 2013 — David Ragan
- 2012 — Brad Keselowski
- 2011 — Jimmie Johnson
- 2010 — Kevin Harvick
- 2009 — Brad Keselowski
- 2008 — Kyle Busch
- 2007 — Jeff Gordon
- 2006 — Jimmie Johnson
- 2005 — Jeff Gordon
- 2004 — Jeff Gordon
- 2003 — Dale Earnhardt Jr.
- 2002 — Dale Earnhardt Jr.
- 2001 — Bobby Hamilton
- 2000 — Jeff Gordon
- 1999 — Dale Earnhardt
- 1998 — Bobby Labonte
- 1997 — Mark Martin
- 1996 — Sterling Marlin
- 1995 — Mark Martin
- 1994 — Dale Earnhardt
- 1993 — Ernie Irvan
- 1992 — Davey Allison
- 1991 — Harry Gant
- 1990 — Dale Earnhardt
- 1989 — Davey Allison
- 1988 — Phil Parsons
- 1987 — Davey Allison
- 1986 — Bobby Allison
- 1985 — Bill Elliott
- 1984 — Cale Yarborough
- 1983 — Richard Petty
- 1982 — Darrell Waltrip
- 1981 — Bobby Allison
- 1980 — Buddy Baker
- 1979 — Bobby Allison
- 1978 — Cale Yarborough
- 1977 — Darrell Waltrip
- 1976 — Buddy Baker
- 1975 — Buddy Baker
- 1974 — David Pearson
- 1973 — David Pearson
- 1972 — David Pearson
- 1971 — Donnie Allison
- 1970 — Pete Hamilton

### Pilotos que venceram múltiplas vezes

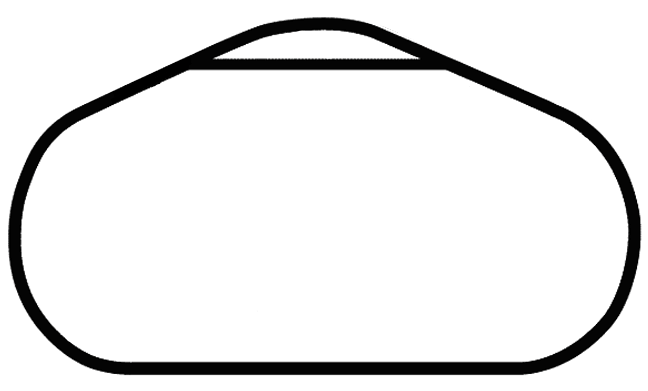
Traçado de Talladega Superspeedway

| Vitórias | Piloto             | Corridas vencidas      |
| -------- | ------------------ | ---------------------- |
| 4        | Jeff Gordon        | 2000, 2004, 2005, 2007 |
| 3        | David Pearson      | 1972, 1973, 1974       |
| 3        | Buddy Baker        | 1975, 1976, 1980       |
| 3        | Bobby Allison      | 1979, 1981, 1986       |
| 3        | Davey Allison      | 1987, 1989, 1992       |
| 3        | Dale Earnhardt     | 1990, 1994, 1999       |
| 3        | Dale Earnhardt Jr. | 2002, 2003, 2015       |
| 3        | Brad Keselowski    | 2009, 2012, 2016       |
| 2        | Darrell Waltrip    | 1977, 1982             |
| 2        | Cale Yarborough    | 1978, 1984             |
| 2        | Mark Martin        | 1995, 1997             |
| 2        | Jimmie Johnson     | 2006, 2011             |

### Equipes que venceram múltiplas vezes
| Vitórias | Pilotos                     | Corridas vencidas                        |
| -------- | --------------------------- | ---------------------------------------- |
| 7        | Hendrick Motorsports        | 2000, 2004, 2005, 2006, 2007, 2011, 2015 |
| 4        | Wood Brothers Racing        | 1971, 1972, 1973, 1974                   |
| 4        | Ranier-Lundy                | 1980, 1981, 1984, 1987                   |
| 4        | Richard Childress Racing    | 1990, 1994, 1999, 2010                   |
| 3        | Bud Moore Engineering       | 1975, 1976, 1979                         |
| 3        | Joe Gibbs Racing            | 1998, 2008, 2014                         |
| 3        | Roush Fenway Racing         | 1995, 1997, 2017                         |
| 3        | Team Penske                 | 2012, 2016, 2018                         |
| 2        | Petty Enterprises           | 1970, 1983                               |
| 2        | Junior Johnson & Associates | 1978, 1982                               |
| 2        | Leo Jackson Racing          | 1988, 1991                               |
| 2        | Robert Yates Racing         | 1989, 1992                               |
| 2        | Morgan-McClure Motorsports  | 1993, 1996                               |
| 2        | Dale Earnhardt, Inc.        | 2002, 2003                               |

### Marcas vencedoras
| Vitórias | Marca      | Corridas vencidas                                                                                                |
| -------- | ---------- | --- |
| 19       | Chevrolet  | 1977, 1984, 1990, 1993, 1994, 1996, 1999, 2000, 2001, 2002, 2003, 2004, 2005, 2006, 2007, 2009, 2010, 2011, 2015 |
| 13       | Ford       | 1975, 1976, 1979, 1985, 1987, 1989, 1992, 1995, 1997, 2013, 2016, 2017, 2018                                     |
| 4        | Mercury    | 1971, 1972, 1973, 1974                                                                                           |
| 4        | Oldsmobile | 1978, 1980, 1988, 1991                                                                                           |
| 3        | Buick      | 1981, 1982, 1986                                                                                                 |
| 2        | Pontiac    | 1983, 1998 |
| 2        | Toyota     | 2008, 2014 |
| 1        | Dodge      | 2012 |